# 미겔 앙헬 무뇨스
미겔 앙헬 무뇨스(Miguel Ángel Muñoz, 1983년 4월 4일 ~ )는 스페인의 배우 및 가수이다.

## 출연 작품
- 왓 어바웃 러브 (2021)
- 아블라 (2015)
- 쇼킹 오브 데스 (2014)
- 굿바이 대드, 굿바이 맘 (2010)
- 블루스킨 (2010)
- 노 컨트롤 (2010)
- 벤허 (2010)
- 로페 (2010)
- 보르히아:역사상 가장 타락한 교황 (2006)